# 门坎镇
门坎镇，原为门坎乡，是中华人民共和国四川省乐山市井研县下辖的一个乡镇级行政单位。2019年12月，撤乡设镇。

## 行政区划
门坎镇下辖以下地区：
建设街社区、门坎村、大水湾村、观音村、百合村和马道村。